# Powiat Wesel
Powiat Wesel (niem. Kreis Wesel) – powiat w Niemczech, w kraju związkowym Nadrenia Północna-Westfalia, w rejencji Düsseldorf. Stolicą powiatu jest miasto Wesel.

## Podział administracyjny
Powiat Wesel składa się z:
- dziewięciu gmin miejskich (Stadt)
- czterech gmin wiejskich (Gemeinde)

Gminy miejskie:
| Lp. | Nazwa gminy miejskiej | Ludność (31.12.2010) | Powierzchnia km² |
| --- | --------------------- | -------------------- | ---------------- |
| 1   | Dinslaken             | 69.472               | 47,67            |
| 2   | Hamminkeln            | 27.711               | 164,37           |
| 3   | Kamp-Lintfort         | 38.394               | 63,13            |
| 4   | Moers                 | 105.506              | 67,69            |
| 5   | Neukirchen-Vluyn      | 27.579               | 43,48            |
| 6   | Rheinberg             | 31.587               | 75,16            |
| 7   | Voerde (Niederrhein)  | 37.406               | 53,49            |
| 8   | Wesel                 | 60.750               | 122,53           |
| 9   | Xanten                | 21.572               | 72,40            |

Gminy wiejskie:
| Lp. | Nazwa gminy wiejskiej | Ludność (31.12.2010) | Powierzchnia km² |
| --- | --------------------- | -------------------- | ---------------- |
| 1   | Alpen                 | 12.772               | 59,56            |
| 2   | Hünxe                 | 13.591               | 106,81           |
| 3   | Schermbeck            | 13.683               | 110,73           |
| 4   | Sonsbeck              | 8.596                | 55,41            |